# Belshina (företag)
Belshina är en däcktillverkare i Belarus. Namnet är en förkortning av "Belaruskaja shina", eller "Belarusiska däck".
Belshinas tillverkning ligger i industristaden Babrujsk. Företaget tillverkar över 180 däckstorlekar för bilar, lastbilar, tipptruckar, elektriska fordon, traktorer och jordbruksmaskiner. Över 90 procent av däcken är radialdäck. Belshina har samarbetspartners i 36 länder
Företaget är huvudsponsor för fotbollslaget FK Belshina Babrujsk som spelar i belarusiska högstaligan.

## Internationella sanktioner
2011 införde USA sanktioner mot flera statsägda belarusiska företag, inklusive Belshina, efter ett riggat presidentval 2010.
Sanktionerna mot Belshina lyftes 2015, men återinfördes 2021 som svar på den belarusiska regimens brutala övergrepp mot demonstranter i samband med massprotesterna som följde efter ännu ett riggat presidentval 2020. Företagets VD Andrej Bunakov lades även till på SDN-listan.
2021 lades Belshina till på EU:s sanktionslista. Schweiz anslöt sig till EU:s sanktioner kort därefter.

## Massprotester 2020
2020 deltog hundratals Belshina-anställda i de belarusiska protesterna mot president Aleksandr Lukasjenko. En mass-strejk med politiska krav utlystes men startade aldrig då Belshinas ledning hotade med att vidta allvarliga åtgärder. Trots det gick flera personer i strejk vilket resulterade i att de blev avskedade från sina arbeten.